# Hydrophorus henanensis
Hydrophorus henanensis är en tvåvingeart som beskrevs av Zhu, Yang och Kazuhiro Masunaga 2006. Hydrophorus henanensis ingår i släktet Hydrophorus och familjen styltflugor. Inga underarter finns listade i Catalogue of Life.